# Willy Sagnol
William "Willy" Sagnol (født 18. marts 1977 i Saint-Étienne, Frankrig) er en fransk tidligere fodboldspiller, der er bedst husket for sin tid hos den tyske Bundesliga-klub Bayern München. Han spillede for klubben fra 2000 til 2009. Inden da havde han optrådt for AS Monaco og AS Saint-Étienne i sit hjemland. Med AS Monaco vandt Sagnol i år 2000, det franske mesterskab, inden han efterfølgende forlod klubben.

## Bayern München
Sagnol vandt i sin tid i Bayern München adskillige trofæer, blandt andet hele fem tyske mesterskaber, fire tyske pokaltitler samt Champions League i 2001.

## Landshold
Sagnol spillede gennem sin karriere 58 kampe for Frankrigs landshold, som han fik debut for 15. november 2000. Han deltog ved adskillige slutrunder for sit land, og var blandt andet med til at vinde sølv ved VM i 2006 samt guld ved Confederations Cup i både 2001 og 2003.

## Resultater
Ligue 1
- 2000 med AS Monaco

Bundesligaen
- 2001, 2003, 2005, 2006 og 2008 med Bayern München

Tyske pokalturnering
- 2003, 2005, 2006 og 2008 med Bayern München

Champions League
- 2001 med Bayern München

Intercontinental Cup
- 2001 med Bayern München

Confederations Cup
- 2001 og 2003 med Frankrig